# Travis Tygart
Travis Tygart est un avocat américain. Il est le directeur de l'Agence américaine antidopage (USADA).
Originaire de Jacksonville, en Floride, où il a débuté à la « Bolles School », le jeune Tygart termine ses études à l'Université de Caroline du Nord à la "Chapel Hill" avec une licence de philosophie. En 2010, il a reçu la récompense « Distinguished Young Alumni Award » récompensant les meilleurs anciens élèves de l'Université.
Par la suite Tygart a obtenu ses diplômes à la « Southern Methodist University » en 1999, obtenant un diplôme juridique du conseil de l'ordre.
Avant de rejoindre l'USADA, Tygart était un athlète mais aussi un grand spécialiste des lois du sport dans les cabinets juridiques à Holme, Roberts et Owen, LLP (HRO). 
À cette époque, Tygart travaillait directement avec des athlètes américains (basketball, natation, volley) et avec le comité olympique américain (USOC) et, plus surprenant pour les Européens, avec l'Association professionnelle des Cow-boys de Rodéo… 
Tygart est aussi un des conseillers de la prestigieuse « Taylor Hooton Foundation ».
Tygart est devenu le président directeur général de l'Agence antidopage américaine (USADA) en septembre 2007.
Il avait rejoint l'USADA en octobre 2002 en tant que directeur des affaires juridiques et comme directeur général. 
Il a aussi traité des affaires devant l'Association d'Arbitrage américaine et devant la Cour d'Arbitrage pour le Sport pour le compte de l'USADA.
En juin 2012, l'USADA a accusé le septuple gagnant du Tour de France Lance Armstrong de dopage, une charge qu'Armstrong a cessé d'essayer de défendre en août 2012,,,,.  
Armstrong avait intenté un procès devant la Cour fédérale américaine contre Tygart et l'USADA. 
En renvoyant le procès, le juge régional américain Sam Sparks a écrit : « L'enquête de l'USADA soulève de sérieuses questions au sujet de son intérêt réel dans l'accusation d'Armstrong ; est-il de combattre le dopage ou s'agit-il de motifs moins nobles ? »
Tygart a été précédemment à l'origine de l'enquête sur Floyd Landis .
Tygart a exposé dans un entretien avec le journal français L'Équipe, qu'il avait reçu trois menaces de mort depuis le début de l'enquête Armstrong et que sa sécurité avait été assurée par le FBI.
À la suite de l'annonce de l'USADA qu'il déchoirait Armstrong de toutes ses victoires obtenues après le 1er août 1998, Tygart a exposé dans un entretien avec VeloNation : « il [Armstrong] connaît l'évidence de sa culpabilité, il connaît aussi la vérité, et par conséquent la meilleure attitude qu'il pourrait adopter pour se défendre est d'essayer de se cacher derrière des accusations sans preuves concrètes (il n'a jamais été pris "positif" aux contrôles) ».
Le dossier de l'USADA est transmis le 10 octobre 2012 à l'UCI. Le rapport de plus de 1 000 pages contient des témoignages de 26 personnes dont 15 coureurs parmi lesquels 11 anciens coéquipiers d'Armstrong, qui loue en même temps leur attitude « courageuse ».
Le 22 octobre 2012, l'UCI retire ses sept titres de vainqueur du Tour de France à Lance Armstrong et le radie à vie.
Le 17 janvier 2013,  lors d'une interview télévisée avec Oprah Winfrey, Lance Armstrong finit par avouer s'être dopé entre 1999 et 2005.
Le 19 juillet 2013, Travis Tygart donne une interview à Metronews. Il explique sa vision des choses concernant le sport business et ses dérives et surtout il confirme que : "l'UCI n'a toujours pas pris les mesures qu'elle a promis de mettre en œuvre depuis huit mois. Elle peut vraiment poser des nouvelles fondations. Mais il y a de quoi être sceptique. C’est une honte que ses dirigeants n’aient encore rien fait. De mon côté je ne peux rien faire pour forcer l’UCI à tenir ses promesses.".